# Cubocephalus annulatus
Cubocephalus annulatus är en stekelart som först beskrevs av Cresson 1864.  Cubocephalus annulatus ingår i släktet Cubocephalus och familjen brokparasitsteklar. Inga underarter finns listade i Catalogue of Life.